# Kvadrofonní zvuk
Kvadrofonní zvuk (čtyřkanálový) je zvuk šířený čtyřmi kanály. Kvadrofonie je vícekanálový záznam, přenos a reprodukce zvuku, která má v posluchačích vyvolat prostorový dojem. 
Reproduktory jsou umístěny ve čtyřech rozích poslechového prostoru a reprodukují signály, jež jsou (zcela nebo částečně) nezávislé na ostatních signálech. Během 70. let 20. stol. vzniklo množství kvadrofonních nahrávek. Koncept se však kvůli řadě technických problémů ukázal jako komerční selhání. Kvadrofonní zvukové formáty byly dražší než standardní dvoukanálové. K přehrávání kvadrofonních nahrávek bylo třeba více reproduktorů a speciálně konstruovaných dekodérů a zesilovačů.